# Ocyba
Ocyba là một chi bướm ngày thuộc họ Bướm nâu.